# Cogoleto
Cogoleto is een gemeente in de Italiaanse provincie Genua (regio Ligurië) en telt 9091 inwoners (31-12-2004). De oppervlakte bedraagt 20,3 km², de bevolkingsdichtheid is 455 inwoners per km².
De volgende frazioni maken deel uit van de gemeente: Lerca, Sciarborasca, Pratozanino.

## Demografie
Cogoleto telt ongeveer 4442 huishoudens. Het aantal inwoners daalde in de periode 1991-2001 met 3,5% volgens cijfers uit de tienjaarlijkse volkstellingen van ISTAT.
| Jaar | Inwoneraantal |
| ---- | ------------- |
| 1991 | 9422          |
| 2001 | 9095          |

## Plaatsen in gemeente Cogoleto
- Lerca
- Sciarborasca

## Aangrenzende gemeenten
Cogoleto grenst aan de volgende gemeenten: Arenzano, Sassello (SV), Varazze (SV).

## Geboren
- Christoffel Colombus (1451), ontdekkingsreiziger

## Galerij

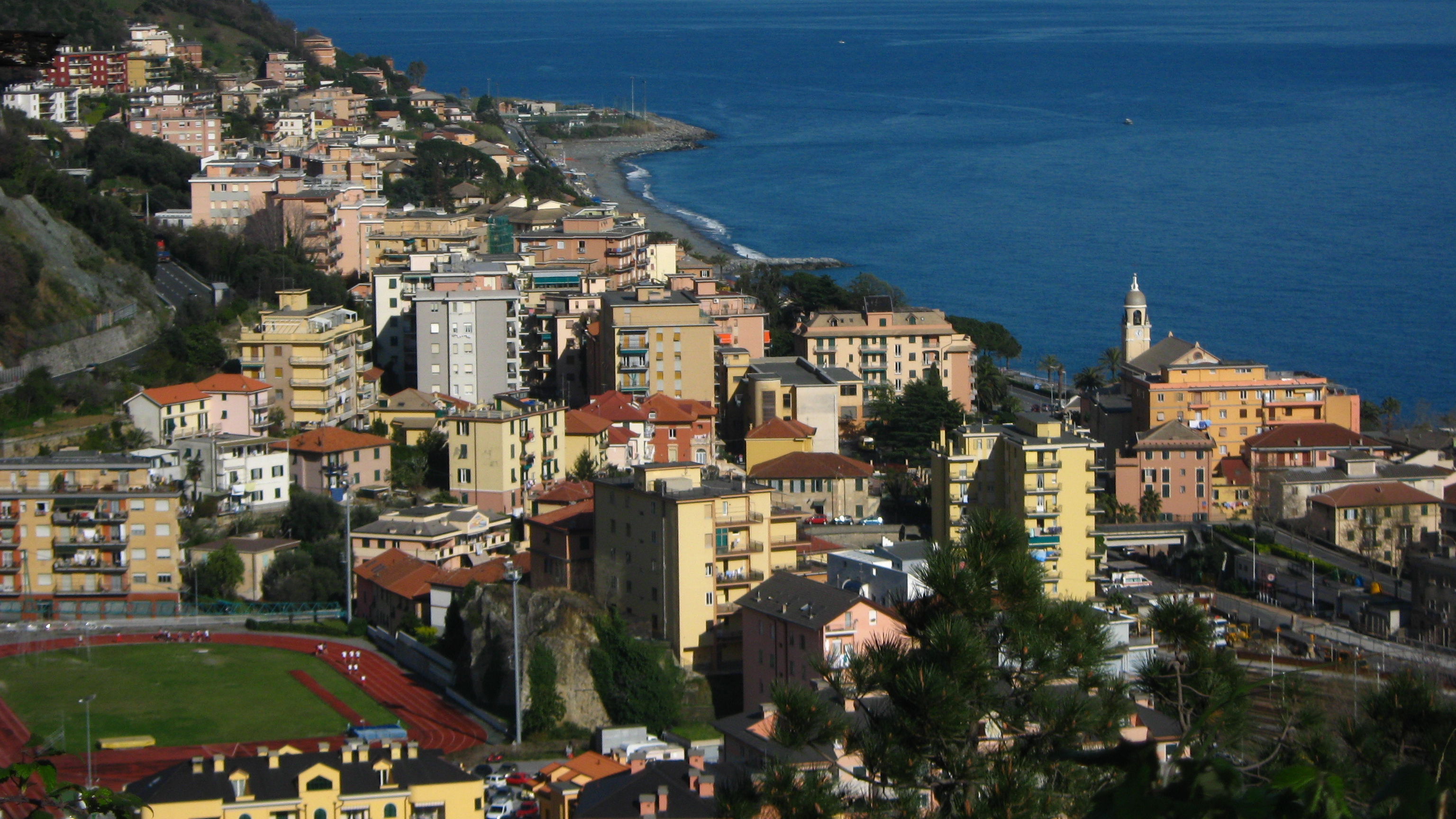
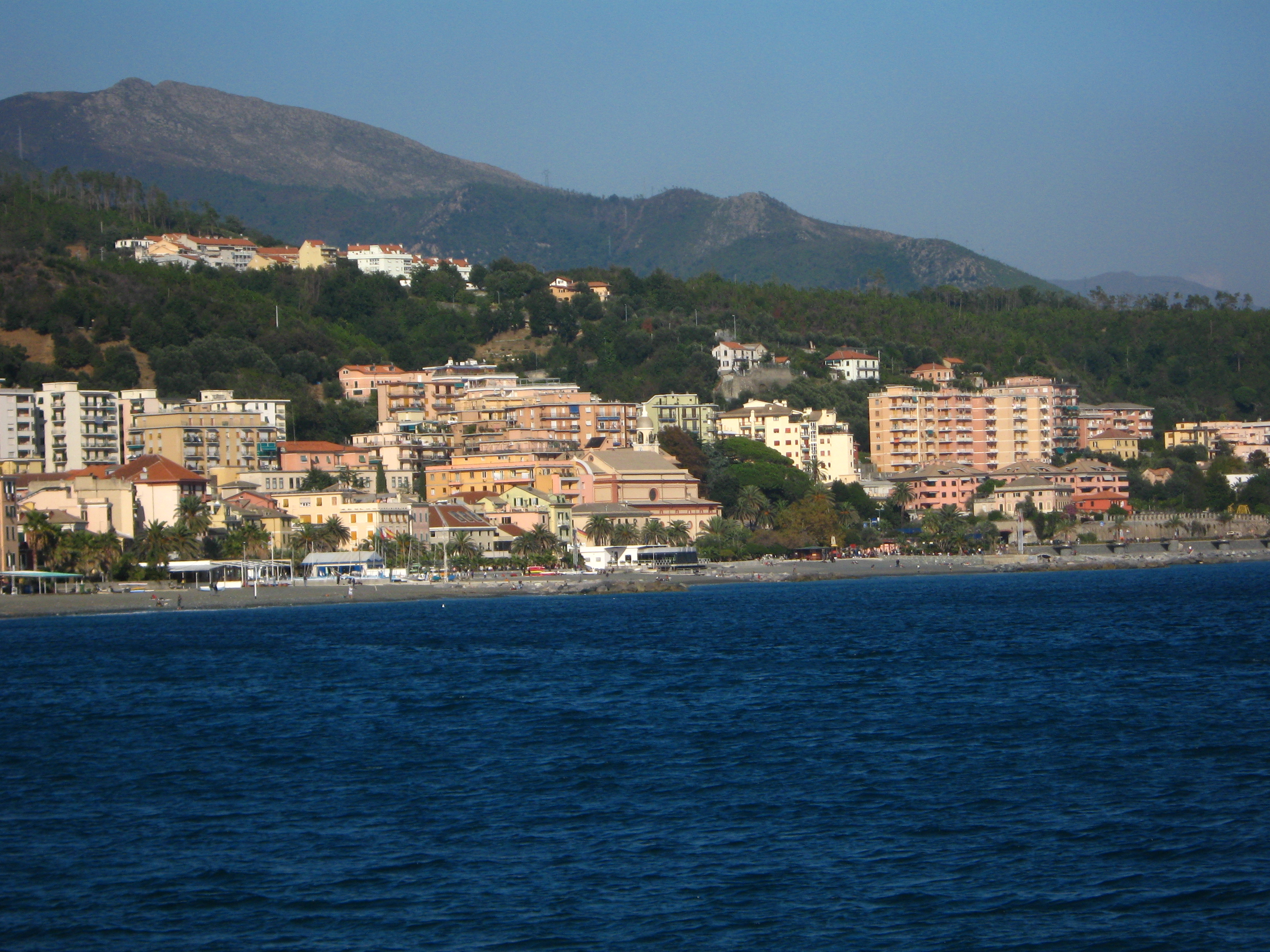
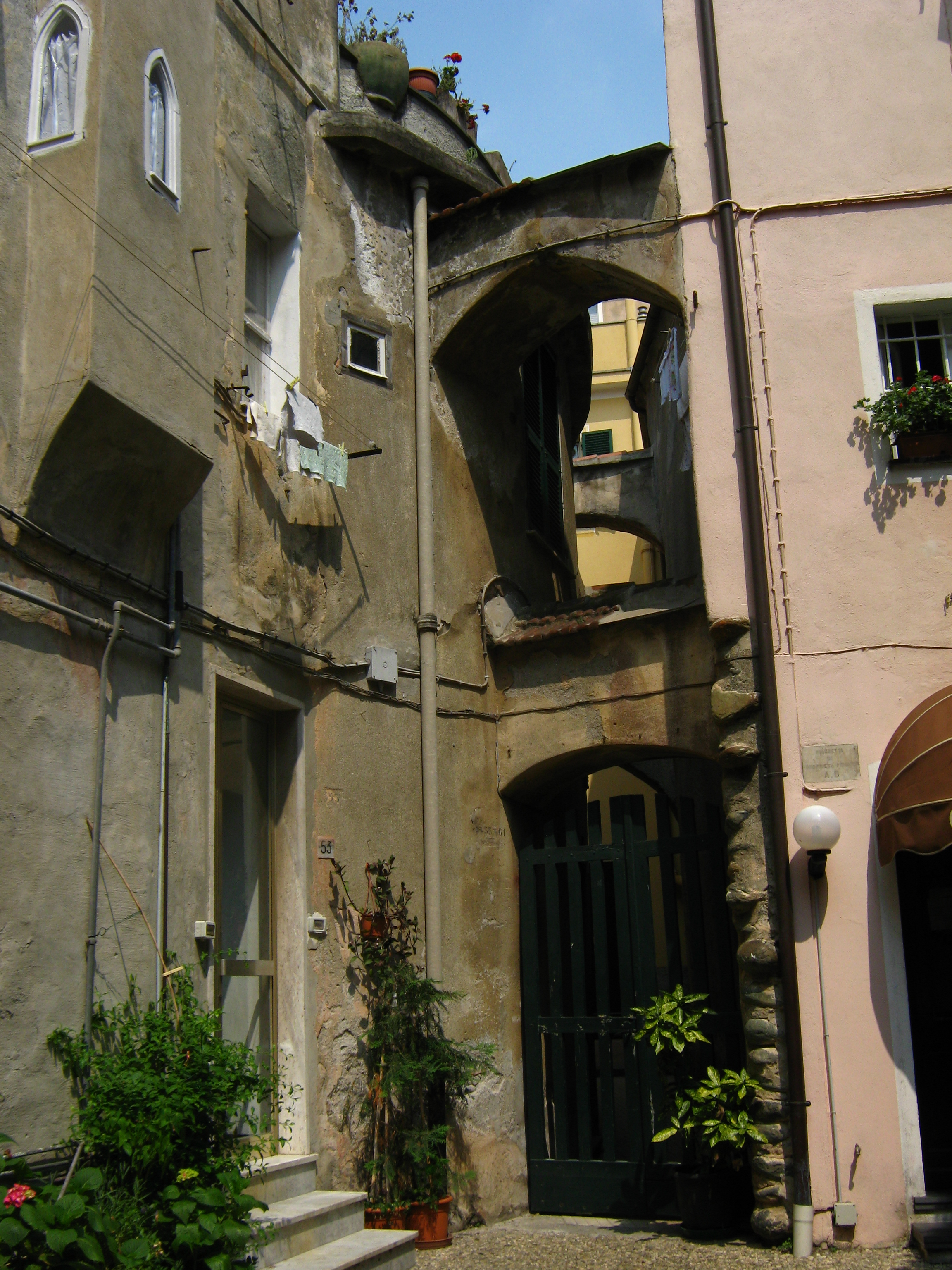
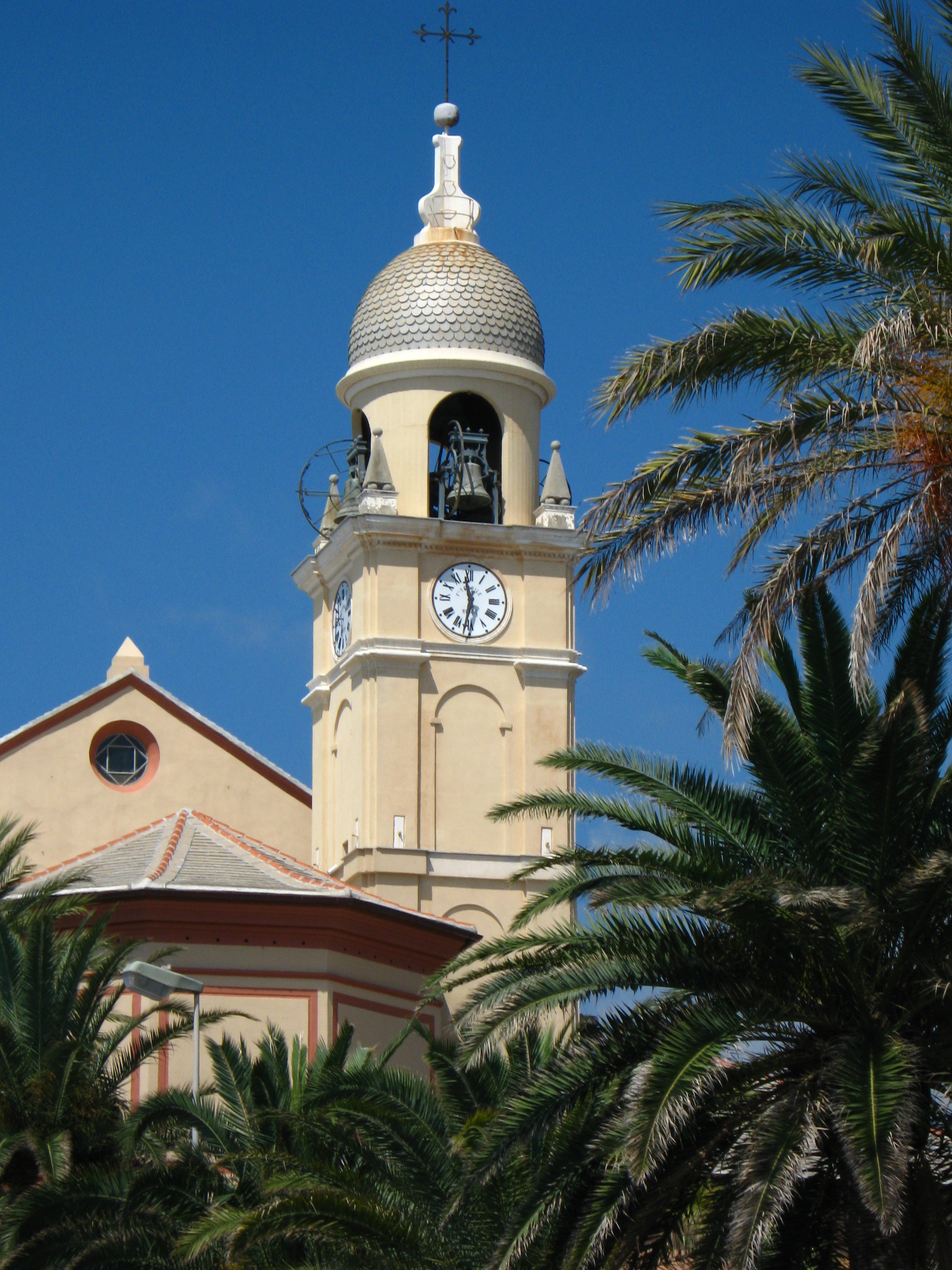
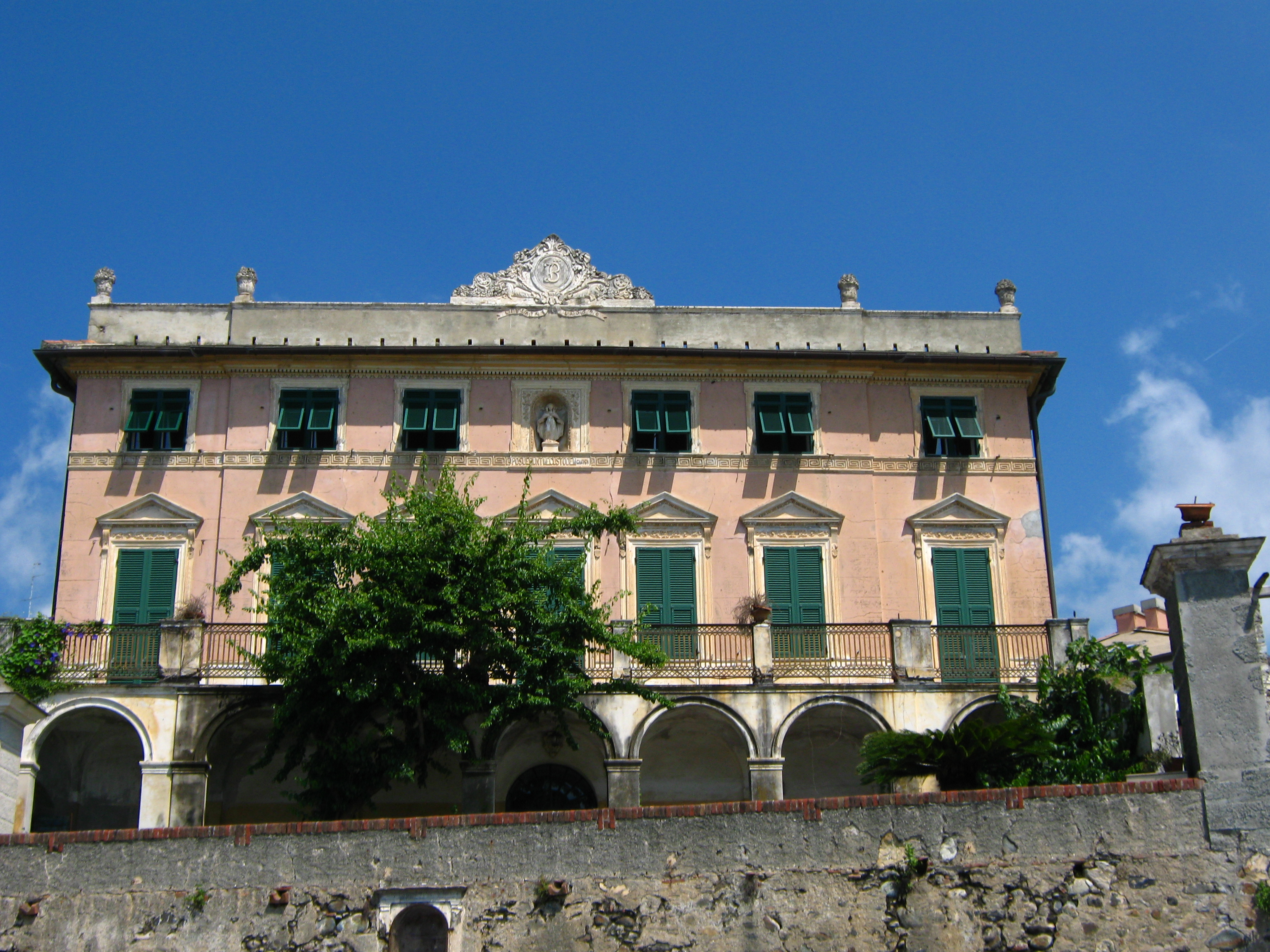
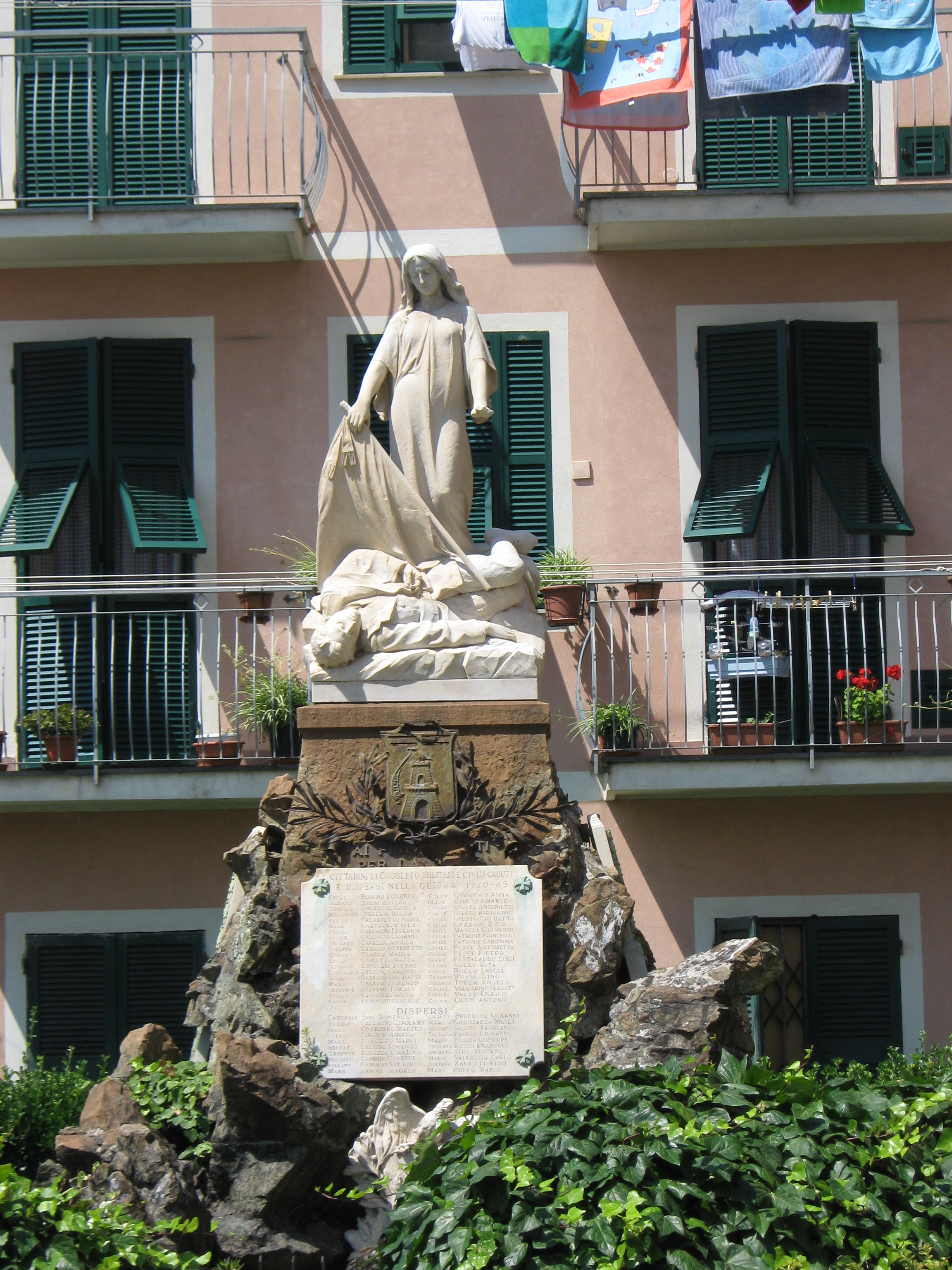
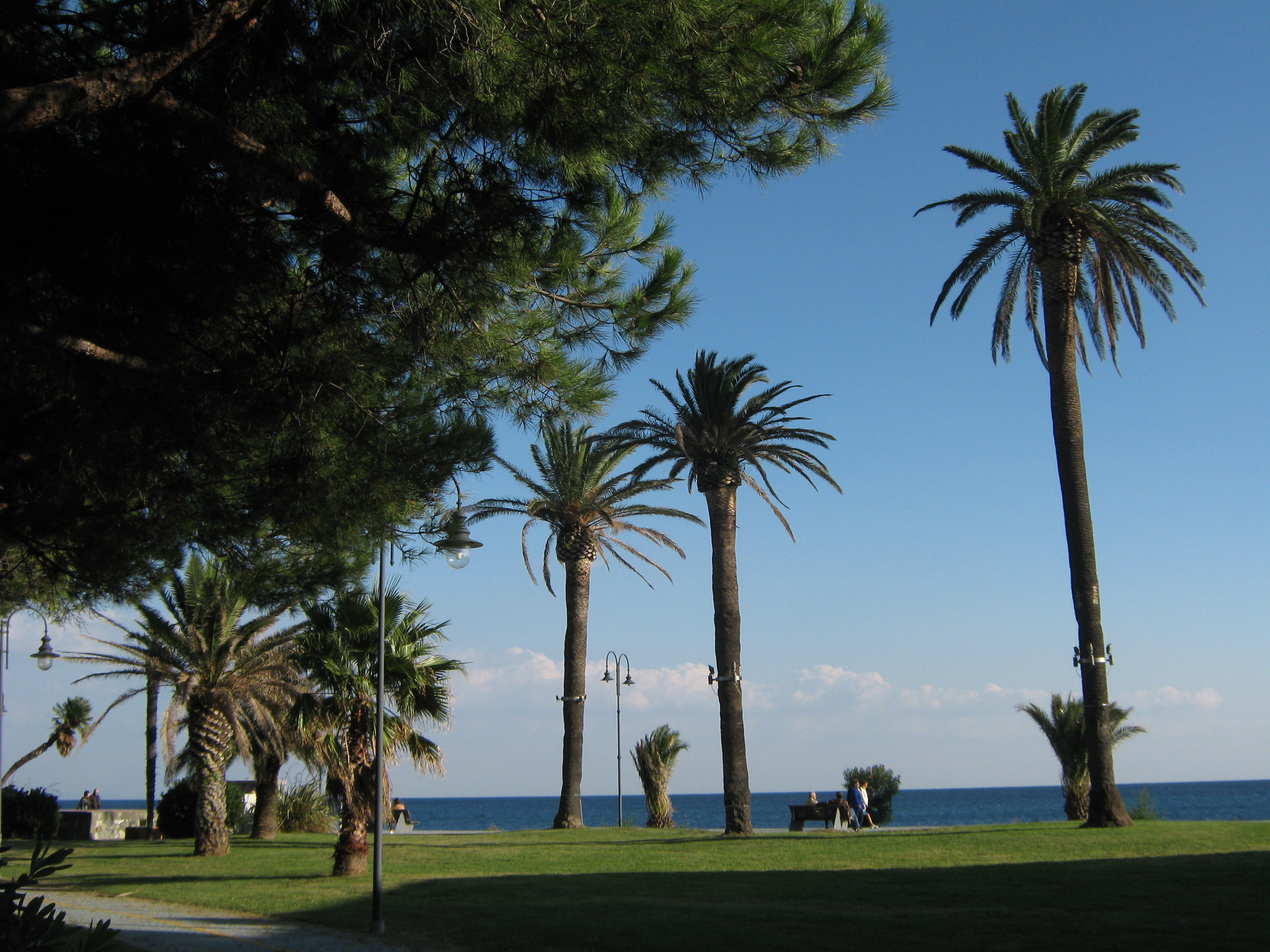
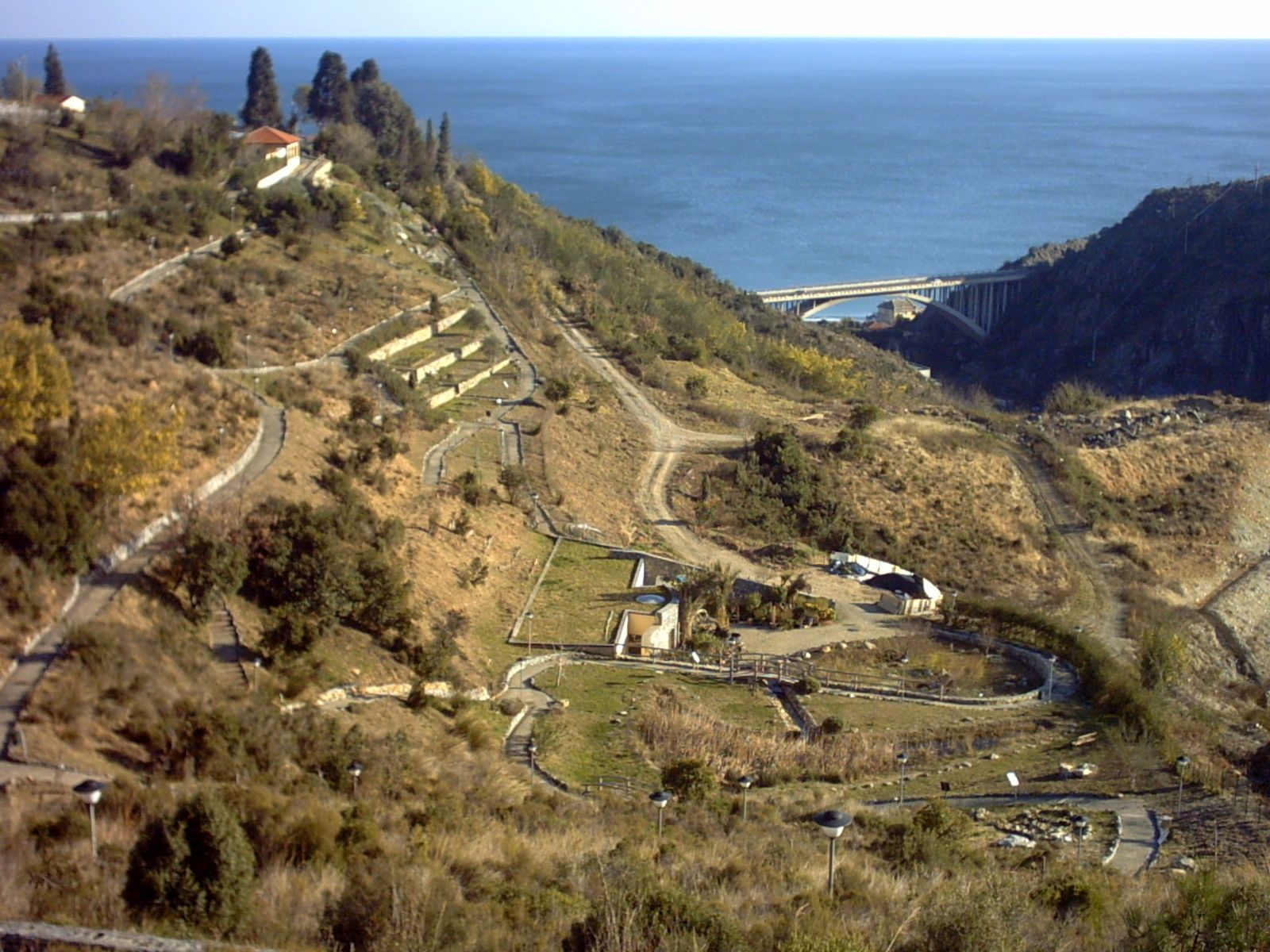
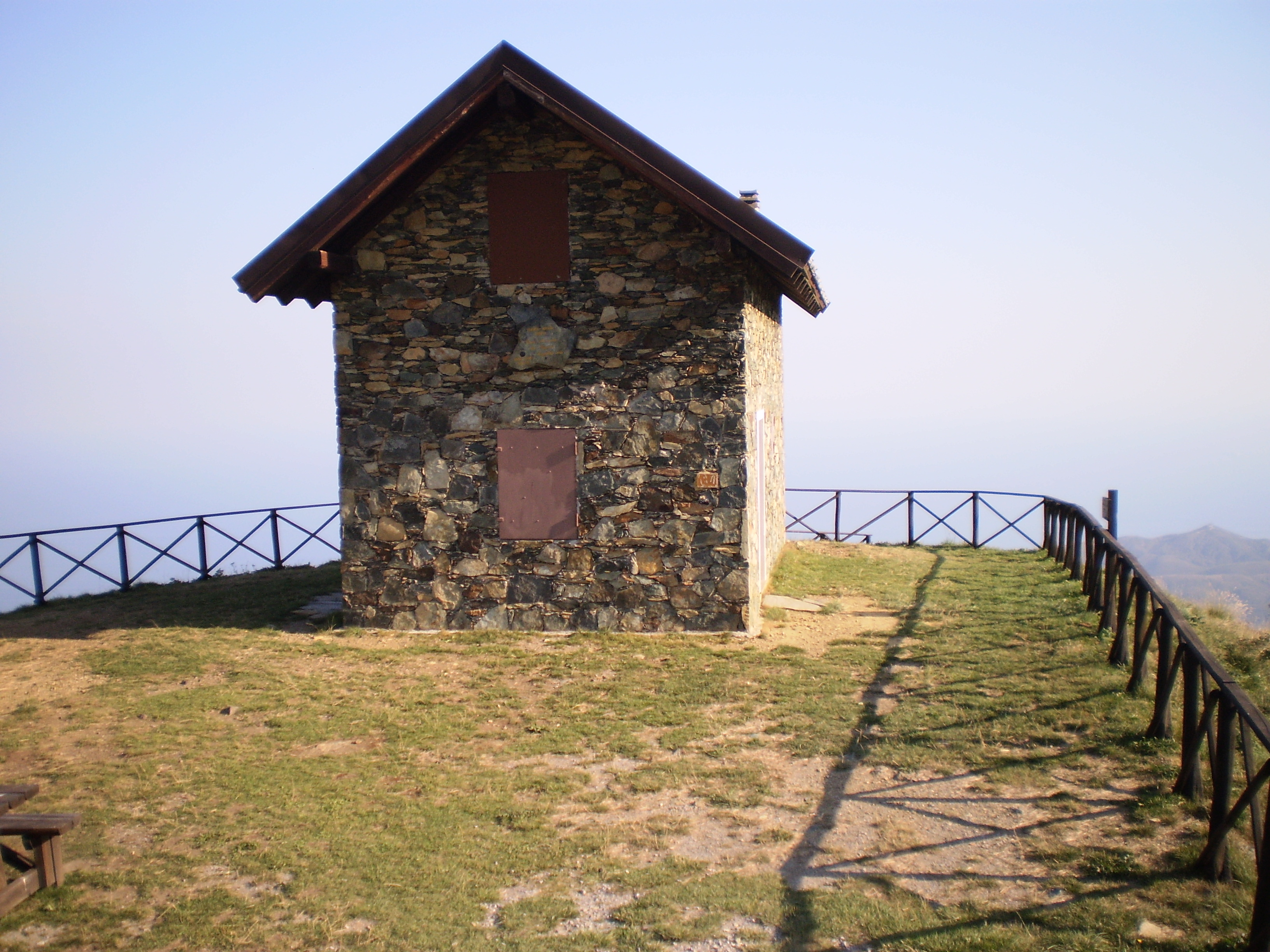
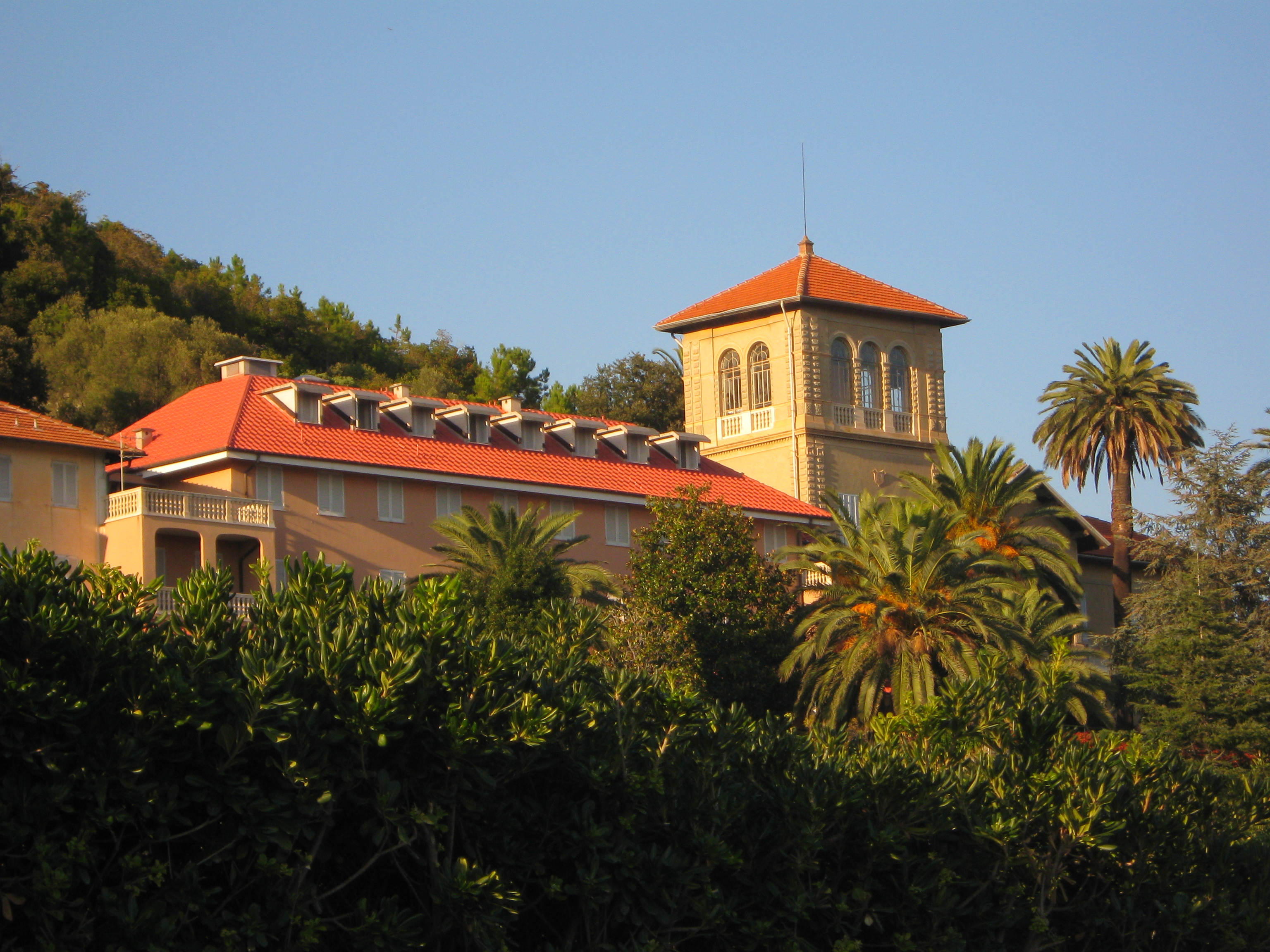
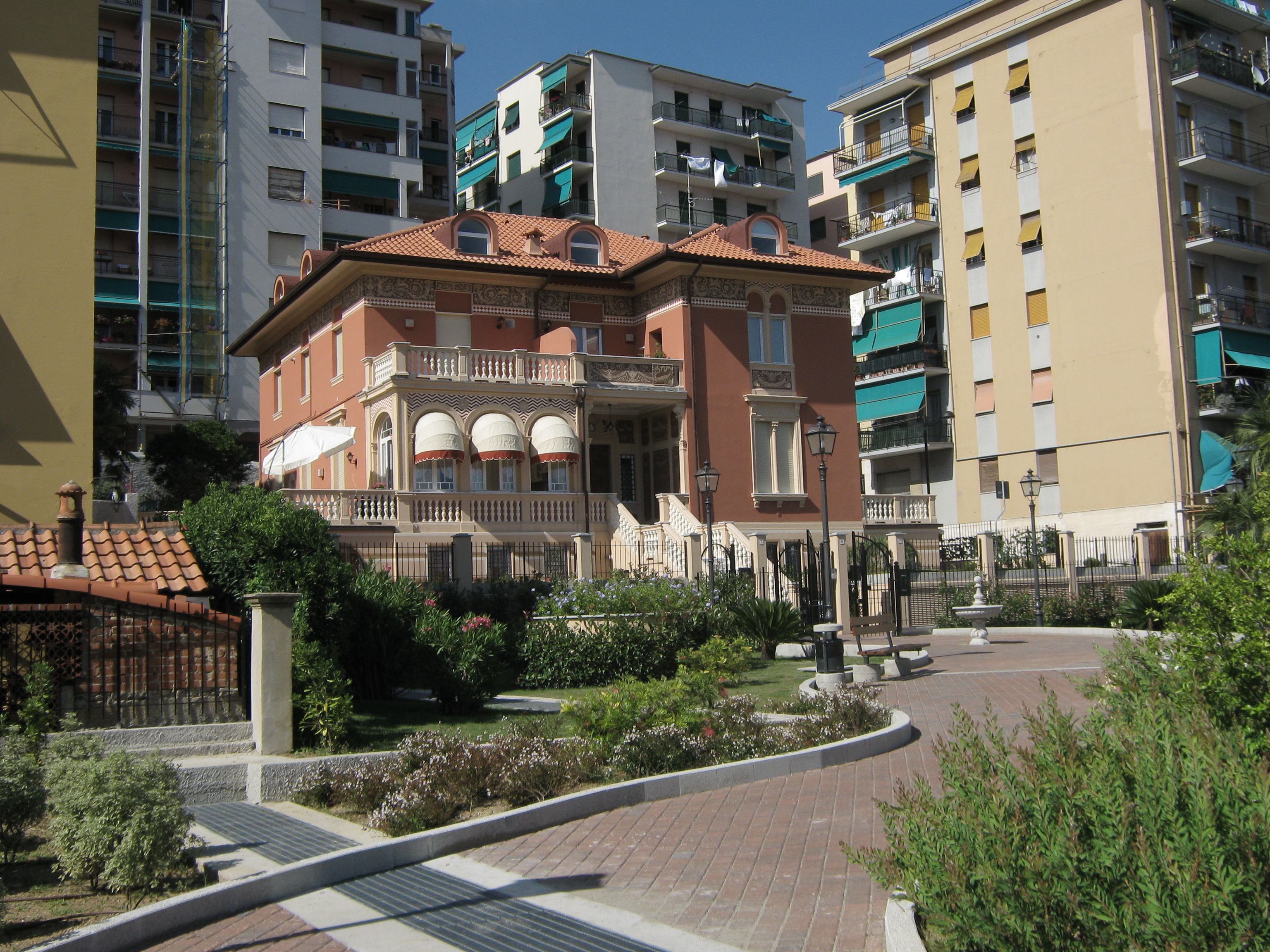

Arenzano · Avegno · Bargagli · Bogliasco · Borzonasca · Busalla · Camogli · Campo Ligure · Campomorone · Carasco · Casarza Ligure · Casella · Castiglione Chiavarese · Ceranesi · Chiavari · Cicagna · Cogoleto · Cogorno · Coreglia Ligure · Crocefieschi · Davagna · Fascia · Favale di Malvaro · Fontanigorda · Genua · Gorreto · Isola del Cantone · Lavagna · Leivi · Lorsica · Lumarzo · Masone · Mele · Mezzanego · Mignanego · Mocònesi · Moneglia · Montebruno · Montoggio · Ne · Neirone · Orero · Pieve Ligure · Portofino · Propata · Rapallo · Recco · Rezzoaglio · Ronco Scrivia · Rondanina · Rossiglione · Rovegno · San Colombano Certénoli · Sant'Olcese · Santa Margherita Ligure · Santo Stefano d'Aveto · Savignone · Serra Riccò · Sestri Levante · Sori · Tiglieto · Torriglia · Tribogna · Uscio · Valbrevenna · Vobbia · Zoagli
1. ↑  https://demo.istat.it/?l=it.